# تيزقار
تيزقار الكيشي وهو الملك السومري التاسع عشر لسلالة كيش الأولى حكم في فترة 2900 ق م حسب قائمة الملوك السومريين جاء بعد زاموك وخلفه إلكو.